# Sanhaço-de-cabeça-vermelha
Sanhaço-de-cabeça-vermelha (Piranga erythrocephala) é uma ave canora americana de tamanho médio na família Cardinalidae. É endêmica do México. O sanhaço ruivo tem cerca 15 cm (5,9 in) comprimento, o macho tem uma plumagem predominantemente amarelo-oliva com cabeça e garganta vermelhas, enquanto a fêmea tem a frente amarelada.
Duas subespécies são reconhecidas.

## Status
A IUCN avaliou as espécies como sendo de menor preocupação. É encontrado em várias áreas protegidas e grande parte de sua área de distribuição fora delas também possui habitat em grande extensão, fica claro que o risco de curto prazo para esta espécie é baixo. Segundo dados do UICN.